# Io (Loredana Bertè)
Io è un album di Loredana Bertè, pubblicato nel 1988 dalla casa discografica RCA Italiana.

## Descrizione
Io è il primo ed unico album inciso da Loredana Bertè per la RCA. Viene pubblicato alcune settimane dopo la seconda partecipazione dell'artista al Festival di Sanremo con il brano Io, sì io o semplicemente Io, scritto da Tony Cicco.
L'album venne registrato a San Francisco con la produzione di Corrado Rustici, ed è il primo in cui compare un numero significativo di brani firmati dalla stessa Bertè: Proiezioni, Senza di te... pazza di te, Qui in città e Rai & T.V., sigla degli Europei 1988, co-firmata da Mario Lavezzi.
Di genere prevalentemente pop, trova una decisa sfumatura rock con i brani Fuori di me...fuori dal mondo e Fornelli bianchi.
Per la promozione dell'album vennero utilizzate: Angelo amerikano, di Tony Cicco, presentata al Festivalbar e ad Azzurro, e La corda giusta, di Bernardo Lanzetti, presentata sia al Festivalbar che a Vota la voce, dove la Bertè si classifica quinta tra le interpreti femminili.
Raggiunse la posizione n. 29 nella classifica italiana e l'album riesce a restare nella top 50 per 18 settimane consecutive, superando la soglia delle 50 000 copie vendute.
Quell'anno la Bertè si avvalse del management di David Zard, ma la prevista tournée fu annullata quasi subito, anche a causa del fidanzamento col tennista svedese Björn Borg, che la cantante sposerà esattamente un anno dopo.
L'album è stato ristampato su CD nel 2002 per la serie Gli indimenticabili col titolo Loredana Bertè (BMG Ricordi, catalogo 74321913232, etichetta RCA Italiana).
Nel 2022 viene ristampato in vinile di colore rosso.

## Tracce
1. Io, sì io – 4:15 (Tony Cicco)
2. La corda giusta – 4:18 (testo: Bernardo Lanzetti – musica: Marco Maria Colombo)
3. Fuori di... me fuori dal mondo – 4:21 (testo: Loredana Bertè – musica: Corrado Rustici, Diane Berglund)
4. Angelo amerikano – 4:38 (Tony Cicco)
5. Proiezioni – 4:17 (testo: Loredana Bertè – musica: Maurizio Piccoli)
6. Fornelli bianchi – 6:03 (Maurizio Piccoli)
7. Senza di te... (pazza di te) – 4:44 (testo: Loredana Bertè – musica: Corrado Rustici, Alex G Kashevaroff)
8. Qui in città – 5:46 (testo: Loredana Bertè – musica: Corrado Rustici, Diane Berglund)
9. Rai & TV – 4:38 (testo: Loredana Bertè – musica: Mario Lavezzi)

## Formazione
- Loredana Bertè – voce
- Corrado Rustici – chitarra, programmazione, tastiera
- Walter Afanasieff – tastiera, sintetizzatore
- Polo Jones – basso
- Giorgio Francis – batteria, batteria elettronica
- Rick Braun – tromba, flicorno
- Brandon Fields – sassofono tenore, sax alto
- Simona Pirone, Gayle Berry, Liz Jackson, Vicky Randle, Claytoven Richardson, Miro – cori